# Săbiile albastre
Săbiile albastre (titlul original: în germană Die blauen Schwerter) este un film dramatic alb-negru, realizat în studiourile DEFA, în 1949 de regizorul Wolfgang Schleif, film care descrie viața lui Johann Friedrich Böttger, unul din creatorii porțelanului alb din Europa. Protagoniștii filmului sunt actorii Hans Quest, Ilse Steppat, Alexander Engel, Willy A. Kleinau.

## Conținut
Böttger, învățăcelul unei farmacii și ajutor de „făurar de aur”, fuge de la regele Prusiei, în Saxonia. Aici însă, are pe urmele sale pe August cel Puternic, care ordonă tânărului să creeze aur pentru el, drept urmare îl închide în Citadela Spandau, cu tot ce are nevoie pentru aceasta. Desigur, Böttger știe de mult că așa ceva să faci este o iluzie, de aceea încercă să creeze porțelan. Acesta trebuie să fie alb, ca și cel din China. Când în sfârșit reușește, încearcă să îi facă o surpriză regelui cu acest „aur alb”, sperând prin asta să își dobândească libertatea. E o eroare fatală însă...

## Distribuție
- Hans Quest – Böttger
- Ilse Steppat – D-na von Tschirnhausen
- Alexander Engel – Dl. von Tschirnhausen
- Herbert Hübner – Nehmitz
- Willy A. Kleinau – August der Starke
- Marianne Prenzel – Katharina
- Paul Wagner – König Friedrich I.
- Wolfgang Kühne – Dr. Bartolomäi
- Werner Pledath – Kreisamtmann von Wittenberg
- Klaus Miedel – Laskari
- Rolf Weih – locotenentul Menzel
- Albert Bessler – ministrul de finanțe
- Siegfried Dornbusch – Köhler
- Hans Emons – Wildenstein
- Hans Fiebrandt – ajutorul spionului Dünnbrot
- Harry Gillmann – lacheul din „König von Preußen“
- Sonja Hartke – metresa
- Franz Lichtenauer – Herbergswirt
- Heinz Lingen – meșterul constructor al regelui
- Gustav Lücke – cavalerul de la curtea Dresdei
- Alfred Maack – hangiul de la „König von Portugal“
- Peter Marx – spionul Dünnbrot
- Otto Matthies – merceologul farmaciei
- Martin Rosen – farmacistul Zorn
- Hans Sanden – administratorul monetăriei regale
- Alexander Schäffer – principele de Fürstenberg
- Henning Schlüter – învățăcelul de la farmacie
- Margarethe Schön – D-na Zorn
- Werner Segtrop – comandantul Bastionului
- Otto Stoeckel – contele Wartenberg
- Robert Taube – Bergrat Kunkel
- Friedrich Teitge – servitorul lui Laskari
- Axel Triebel – colonelul Klesch
- Inge van der Straaten – asistent farmacist la Zorn
- Erik von Loewis – locotenentul von Kittwitz
- Walter Weinacht – Schubert
- Willy Kaiser-Heyl
- Willi Narloch
- Max Paetz
- Edmund Pouch
- Walter Schramm
- Nico Turoff
- Alfred Walter

## Trivia
- Titlul filmului reprezintă sigla porțelanului de Meissen, două săbii albastre încrucișate.
- Der Gefangene des Königs (1935) este un alt film german despre același subiect, comedie istorică regizată de Carl Boese.